# Flotterton
Flotterton är en ort i civil parish Hepple, i grevskapet Northumberland i England. Orten är belägen 5 km från Rothbury. Flotterton var en civil parish 1866–1955 när det uppgick i Snitter. Civil parish hade 40 invånare år 1951.